# Antal Grassalkovich I.

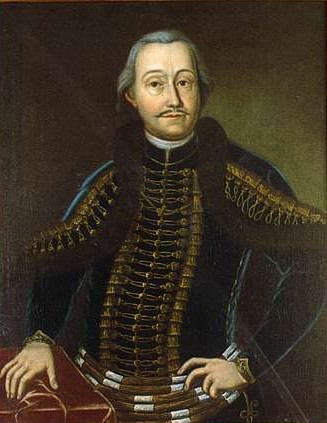
Anton Graf Grassalkowich (1694–1771)

Anton Graf Grassalkowich (ungarisch Antal Grassalkovich I., kroatisch Antun I. Grašalković, slowakisch Anton I. Grasalkovič; * 6. März 1694 in Ürmény, Komitat Neutra; † 1. Dezember 1771 in Gödöllő, Ungarn) war ein kaiserlich-königlicher Wirklicher Geheimrat, königlich ungarischer Hofkammerpräsident, Obergespan des Komitat Eisenburg und bedeutender Jurist.

## Herkunft
Das Geschlecht der Grassalkovich (sprich: Graschalkowitsch) ist eine aus Kroatien stammende Familie, aus welcher Michael Graschiakowith mit seinem Vetter von Kaiser Rudolf II. (HRR) am 20. September 1584 einen erneuerten Wappenbrief erhielt, welcher 1605 für Matthias Graschakovith († 1628 in Ödenburg, heute Sopron und mit Ursula, Tochter des Valentin Kurdacs de Sagh und der Euphrosine Bodor de Bator-Kesci († 1643) verehelicht) kundgemacht wurde. Die Erhebung in den staatsrechtlichen böhmischen Fürstenstand seines gleichnamigen Sohnes Anton (Antal II.) in Wien 6. Mai 1784 erfolgte, weil sich Kaiser Joseph II. in Ungarn nicht zum König krönen ließ und als ungekrönter König nach der dortigen Verfassung keine sogenannten Kronrechte, wozu die Nobliltierungen bzw. Standeserhebungen zählten, ausüben konnte.
Anton (Antal I.) Grassalkovich soll nach unbekannter Quelle aus einer armen slowakischen Familie des niederen Adels aus Beckov stammen. Der Name seines Vaters Johannes (verehelicht mit Susanna Egresdy, Tochter des Johann Egrasdy und der Judith Tuchinsky) ist als „Krassalkovych“ oder auch als János Grassalkovich († 1716 in Ürmeny) u. ä. belegt. Sein Großvater Stephan genannt Horvath (= „der Kroate“) Grassalkovich († 1680 in Beczko, heute Beckov im Komitat Trentschin, verehelicht mit Elisabeth Raymann, Tochter des Paul Raymannos und der Dorothea Racsay) belegt die Herkunft der Familie aus Kroatien. Die Endung des Namens Grassalkovich ist südslawisch (kroatisch), daher wird von dem Genealogen Roman von Procházka bei seiner Stammfolge der „Grassalkovich von Gyarak“ angegeben, dass die Familie kroatischer Abstammung ist. Eine schwierig zu lösende etymologische Frage, da sie in den Siedlungs- und Sozialbereich der Militärgrenzen während der Türkenkriege an die Kroatische Militärgrenze führt.

## Leben
Vor der Hochzeit mit der Tochter des höheren Administrators Adam Lang wurde Anton (Antal I.) Grassalkovics 1720 zum königlichen Ankläger (Causarum Regalium Director) und 1731 zum Generalanwalt (Personalis) berufen. Am 26. Mai 1732 wurde er zum Freiherrn ernannt. Das Amt des Generalanwalts gab er auf, als er 1748 die Nachfolge von Graf Erdődy als Präsident der ungarischen Hofkammer antrat; eine Position, die er bis zu seinem Tod innehatte. Am 5. April 1743 wurde er in den Stand eines Grafen erhoben mit dem Prädikat von Gyarak, einem Besitz in der südwestlichen Slowakei, dem heutigen Ort Kmeťovo.
Die Ära Grassalkovich war gekennzeichnet durch die systematischen Bemühungen der Hofkammer, um die Einwanderung von Siedlungswilligen jenseits der westlichen Grenzen des Heiligen Römischen Reiches zur Kolonisierung weiter Teile des damaligen Ungarn zu organisieren. Grassalkovich erwarb in diesem Zusammenhang umfangreiche Ländereien im Bezirk Pest und stieg bei der Verwirklichung dieser Pläne aus bescheidenen Anfängen zu einem der reichsten Männer Ungarns auf. 1787 war die Familie Grassalkovich eine der bedeutendsten Inhaber von Grundherrschaften und deren Einkünfte aus erbuntertänigen Bauern und Bewohnern.
Zusammen mit dem Wiener Kamerialrat Baron von Cothmann beeinflusste Grassalkovich die Ansichten des Wiener Hofes zu Gunsten der katholisch-magyarischen Landeigentümer in der Batschka; Cothmann mit der Befürwortung der Reduzierung der Viehhaltung zu Gunsten des Getreideanbaus und des lukrativen Hanfanbaus, den die Ansiedler als „Badischer Schleißhanf“ in ihrem Gepäck mitbrachten. Grassalkovich prägte in der zweiten Hälfte des 18. Jahrhunderts in großem Umfang die Siedlungs- und Kolonisationspolitik der habsburgischen Kaiserin Maria Theresia, die auch Königin von Ungarn war. Obwohl er nicht immer der offiziellen Linie folgte, war es ihm durch seine beachtlichen Erfolge bei der Besiedelung des Banats und ganz Ungarns möglich, seine eigenen, oft unkonventionellen Methoden anzuwenden.
Nicht jeder bei Hofe war ihm gewogen; so verlangte Deputationspräsident Graf Leopold Kolowrat von der Kaiserin, mit militärischer Macht gegen Grassalkovich vorzugehen, als dieser 1750 durch einen seiner Lokatoren 159 Siedler aus einer Gruppe von insgesamt 900 auf der Donau in Pest abwarb. Die Kolonisten stammten aus dem Raum Ulm, Trier, Mainz, und Lothringen. Grassalkovich sparte so die Kosten für den finanziellen Anteil der Lokatoren, den Transport und die Verpflegung dieser Kolonisten auf der mühsamen Reise nach Ungarn. Er bemächtigte sich ihrer sozusagen einfach vor einem ihm genehmen Ort. Da die Kolonisierung durch Ansiedler in Ungarn gute Fortschritte machte, erhielt Grassalkovich das Pardon, möglicherweise sogar die Zustimmung der Kaiserin Maria Theresia.
Grassalkovich erwarb große Ländereien vor allem in der Nähe von Pest, heute ein Stadtteil von Budapest; so auch in Gödöllö, dessen Entwicklung als Marktort er förderte und wo er das in der Geschichte der Habsburger berühmte Schloss Gödöllö erbauen ließ.

## Palais Grassalkovich in Bratislava

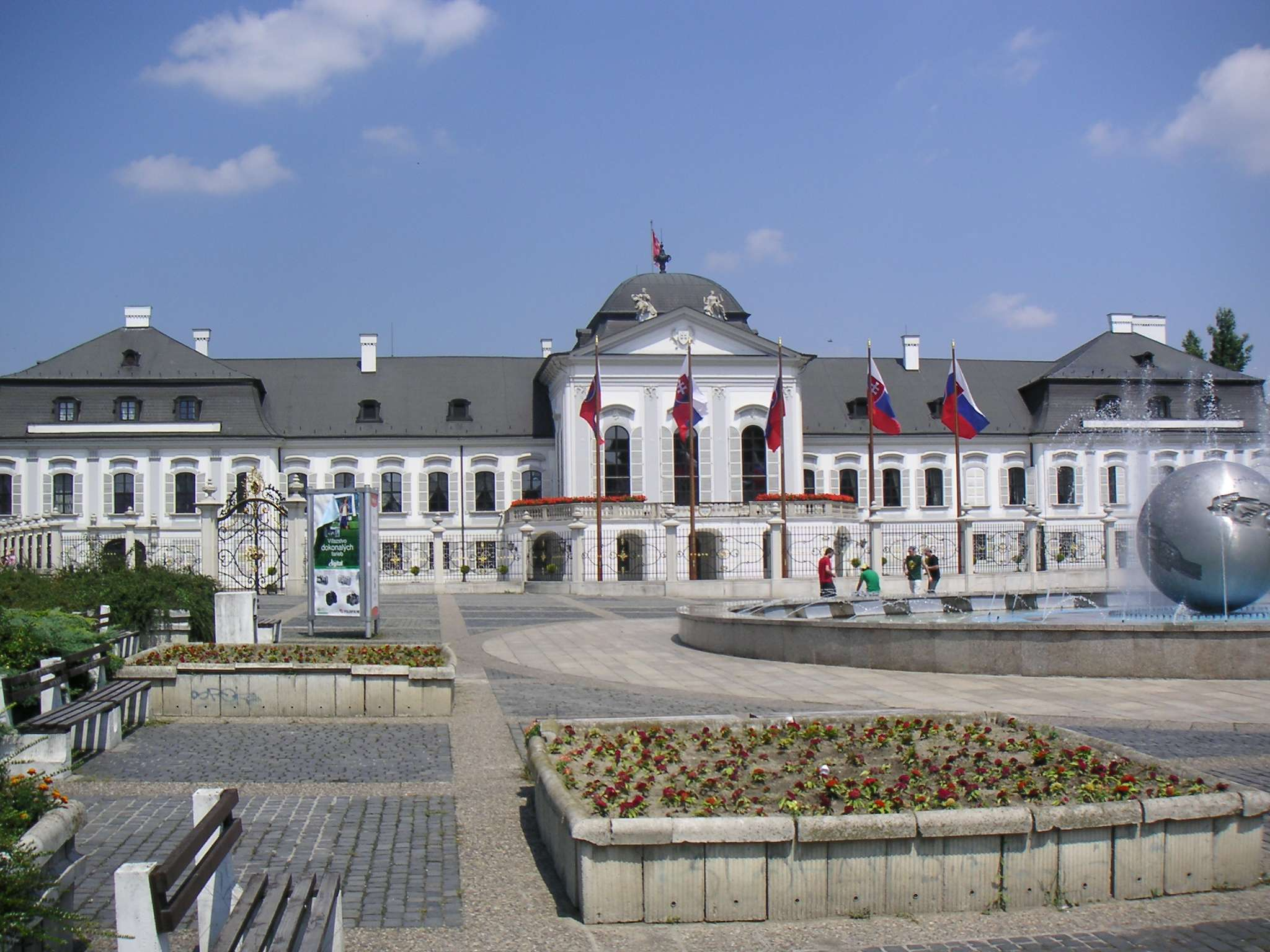
Palais Grassalkovich, das heutige Präsidentenpalais

Das Palais Grassalkovich (slowakisch Grasalkovičov palác) in Bratislava, dem damaligen Pressburg, heute auch als Präsidentenpalais (Prezidentský palác) bekannt, wurde 1760 als ein eindrucksvolles Rokoko-/spätbarockes Sommerpalais mit einem französischen Garten durch Andreas Mayerhoffer für Grassalkovich errichtet. Das Palais folgt dem Vorbild des ebenfalls für Grassalkovich errichteten Schlosses in Gödöllő. Zum Bauwerk gehören viele kunstvolle Räume, vor allem der spanische Saal, und das prachtvolle, reich mit Skulpturen ausgestattete Treppenhaus. Die Stiegenstufen bestehen aus dem harten weißen Kaiserstein aus Kaisersteinbruch im Burgenland.
Das Gebäude war nach seiner Fertigstellung der Mittelpunkt der Barockmusik der Stadt. Graf Grassalkovich besaß ein eigenes Orchester, und der zur gleichen Zeit lebende nahe Verwandte Nikolaus I. Joseph Fürst Esterházy überließ ihm des Öfteren seinen Dirigenten Joseph Haydn, der hier einige seiner Werke uraufführte. Im Palais wurden auch zahlreiche Bälle und Festlichkeiten des kaiserlichen Hofes veranstaltet.
In dem Gebäude, nördlich der Altstadt und in der Nähe des Erzbischöflichen Sommerpalais, befindet sich heute der Sitz des Präsidenten der Slowakei.
Siehe auch: Palais Grassalkovics in Wien-Leopoldstadt

## Familie

### Ehepartner
- Graf Anton Grassalkowich war in erster Ehe 1722 verehelicht mit Elisabeth Lang († 1727, Tochter des Adam Lang)
- in zweiter Ehe mit Christine Freiin Klobusiczky von Zeteny, Tochter des Stephan Freiherr Klobusiczky de Zeteny und der Klara Kapy de Kapyvar
- in dritter Ehe mit Theresia Freiin Klobusiczky de Zeteny, Schwester der zweiten Ehefrau[2]

### Nachkommen
Anton (Antal I.) Graf Grassalkowich de Gyarak hatte aus seinen drei Ehen fünf Kinder:
1. Franziska (* 10. November 1732; ⚭ Johann Graf Draskovich von Trakostyan, Graf von Luettenberg, Freiherr zu Drakostain)
2. Anton (Antal II.) Fürst Grassalkowics de Gyarak (d.d.1784); (* 24. August 1734; † 5. Juni 1794); K.k. Geheimrat und Kämmerer, Obergespann des Komitates Bodrog; ⚭ 1758 Anna Maria Gräfin Esterhazy von Galantha (* 27. Februar 1739; † 25. April 1820; aus der zweiten gräflichen Linie Csesznek. - Böhmisches Inkolat Wien 19. März 1633). Aus dieser Ehe stammen vier Kinder:
  1. Anna Maria (* 1760); ⚭ 1775 Michael Graf Vicnay de Lobs et Hedervar
  2. Ottilia (* 18. August 1764; † 1810 in Gacs); K.k. Sternkreuzordensdame; ⚭ 15. Oktober 1779 Anton Graf Forgach von Ghymes und Gacs, K.k. Kämmerer und Rittmeister
  3. Elisabeth; ⚭ Franz Graf Esterhazy von Galantha auf Cseklesz
  4. Anton (Antal III.) Fürst Grassalkovich von Gyarak (* 12. April 1771, † als letzter Namensträger am 29. September 1841); K.k. Geheimrat und Kämmerer, Obergespann des Komitates Csongrád; ⚭ 20. Dezember 1864 Maria Leopoldine Gräfin Esterhazy von Galantha (* 15. November 1776; † 20. Dezember 1864; K.k. Sternkreuzordensdame, Tochter des Paul Anton Fürst Esterhazy von Galantha, gefürsteter Graf zu Edelstätten (Edelstetten) und Erbgraf von Forchtenstein (Böhmischer Fürst (primogen.) Wien 1. Juli 1795))
3. Anna Maria (* 17. September 1736); ⚭ Gabriel Graf Haller von Hallerstein
4. Ignaz (* 17. September 1737; † 6. Oktober 1738)
5. Therese Ilona (* 13. August 1738); ⚭ Johannes Graf Forgach von Gymes und Gacs († 1774)